# 津田城
津田城（つだじょう）は、大阪府枚方市津田（旧・河内国交野郡）にあった日本の城（山城）。国見山（津田山）の山頂にあり、国見山城（くにみやまじょう）とも呼ばれる。津田城は山頂の城（国見山城）の他、麓の本丸山城、古城を含めた総称として用いられることもあるため、本丸山城、古城についても本項で述べる。

## 概要
交野山から続く山稜の最北端にあり、標高286メートル、比高200メートルの地点に位置した。津田城のある津田地域は大和・河内・山城の3国の境目にあたる交通の要衝だった。
津田城は城としては特異な構造を持ち、通常、山頂に築かれる曲輪が谷の最奥部に位置している。曲輪の南側は土塁やそれに挟まれた入口（虎口）、その先にある土橋により守られているが、曲輪の北側には防御施設がない（少し下がった位置に土塁があるともいう）。山頂は、曲輪の南部から北西に延びる土塁の上に位置している。
由緒書によると、津田城は延徳2年（1490年）、河内国津田にやってきた津田正信により築かれたという。3代目の正明は三好長慶に従い、茨田郡友呂岐六郷・交野郡牧八郷を領して、都合1万石を知行した。4代目・津田正時は、天正3年（1575年）4月に津田城を織田信長に攻め落とされ、その後、麓の本丸山城を居城にしたとされる。ただし、津田城主とされる津田氏の存在は同時代の文献で確認できず、17世紀末以降に創出されたとする研究がある。
確かな史料においては、永禄11年（1568年）1月、「津田城」が三好三人衆方から松永久秀方に「裏帰」ったとする記述がある（『多聞院日記』）。同じ月には松永方の三好義継が「津田城」に入城している（『細川両家記』）。将軍・足利義昭と織田信長が対立した元亀4年（1573年）3月には、松永久秀が「津田ノ城」へと入城した（『尋憲記』）。同年7月20日、信長に追放された足利義昭が「津田寺」に立ち寄り、翌日、河内国若江に向けて出発している（『二条宴乗記』）。津田から若江にかけては、本願寺の下間頼廉が義昭の護送を行ったが、本願寺顕如から義昭に同行する一色藤長に宛てた7月21日付の書状案に「至津田城御退座之儀」との文言が含まれていた（「顕如上人文案」）。
前述の津田城の構造について、山全体や城下を含めた防備を行っていたため城自体の守りが薄かったとの見方がある。一方、馬部隆弘は、津田城が一時的に兵を駐屯させるための陣城だった可能性を指摘。鎌倉時代初期以前に成立した『諸山縁起』に記載される修験者のための宿坊「高峯」の所在地を国見山に比定し、津田城はその山岳寺院を駐屯地として利用したものである可能性が高いとしている。
1956年（昭和31年）に行われた発掘調査で焼土層が見つかっており、天正3年（1575年）に織田信長に焼討された時のものと推定されていた。

## 本丸山城
本丸山城（ほんまるやまじょう）は津田城（国見山城）の北西、国見山の麓に位置し、標高110メートル、比高40メートルの丘陵上にあった。天正4年（1576年）に津田正時によって築かれ、天正10年（1582年）の山崎の戦いで正時が明智光秀に加担した後、廃城になったとされるが、前述の通り津田城主の津田氏は実在に疑問が呈されている。
本丸山城のあった場所は、江戸時代には畑地として使われ、現在では丘陵ごと削平され住宅地になっている。しかし発掘調査などからは、3本の横堀（そのうち1つは二重堀）に囲まれた主郭があり、その東側に居住空間とみられる曲輪や溜池があったことが判明している。
元亀2年（1571年）及び元亀3年（1572年）、松永久秀・久通父子が交野城（私部城）を攻めたが、この時松永勢は「ツタ（津田）ノ付城」を築いていた。この付城には山口六郎四郎と奥田三河守が在城し、交野城の救援に現れた織田信長勢の包囲を受けて撤退した。本丸山城は交野城への通路を断つのに相応しい位置にあり、馬部隆弘はこの時築かれた付城を本丸山城に比定している。

## 古城
本丸山城の南西200メートルの小丘陵にあったとされる。津田氏到来以前に津田地域を支配した中原氏の居城と伝わるが、発掘調査などでも城郭の遺構は発見されていない。

## 津田城へのアクセス
- JR片町線（学研都市線）津田駅から徒歩約1時間（国見山山頂まで）[29]